# Vrapický dub
Vrapický dub je památný strom ve Vrapicích, východní okrajové části středočeského statutárního města Kladna. Přibližně 250letý dub letní (Quercus robur) roste na mírném k ssv. ukloněném svahu v nadmořské výšce 298 m na samém okraji Vrapického lesa, jen několik desítek kroků od severozápadního rohu nového hřbitova. Obklopen ze všech stran dalšími vzrostlými stromy, které ho skrývají před pohledem z odstupu, působí dub, zvláště v letním období, poměrně nenápadně. Kmen stromu má měřený obvod 375 cm a jeho koruna dosahuje výšky 20 m. Dub je chráněn od roku 1978.

## Fotogalerie

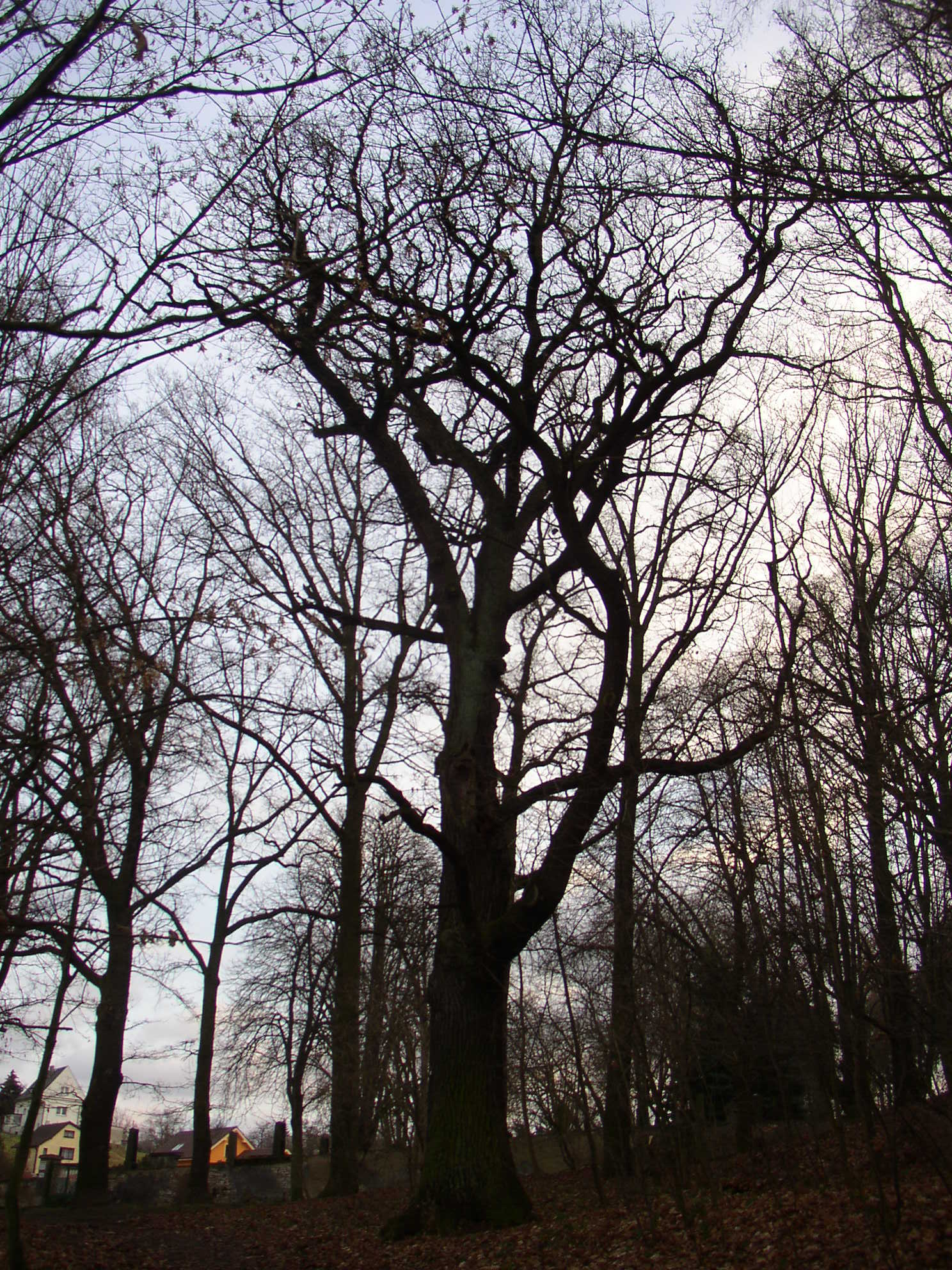
Celkový pohled od sz.
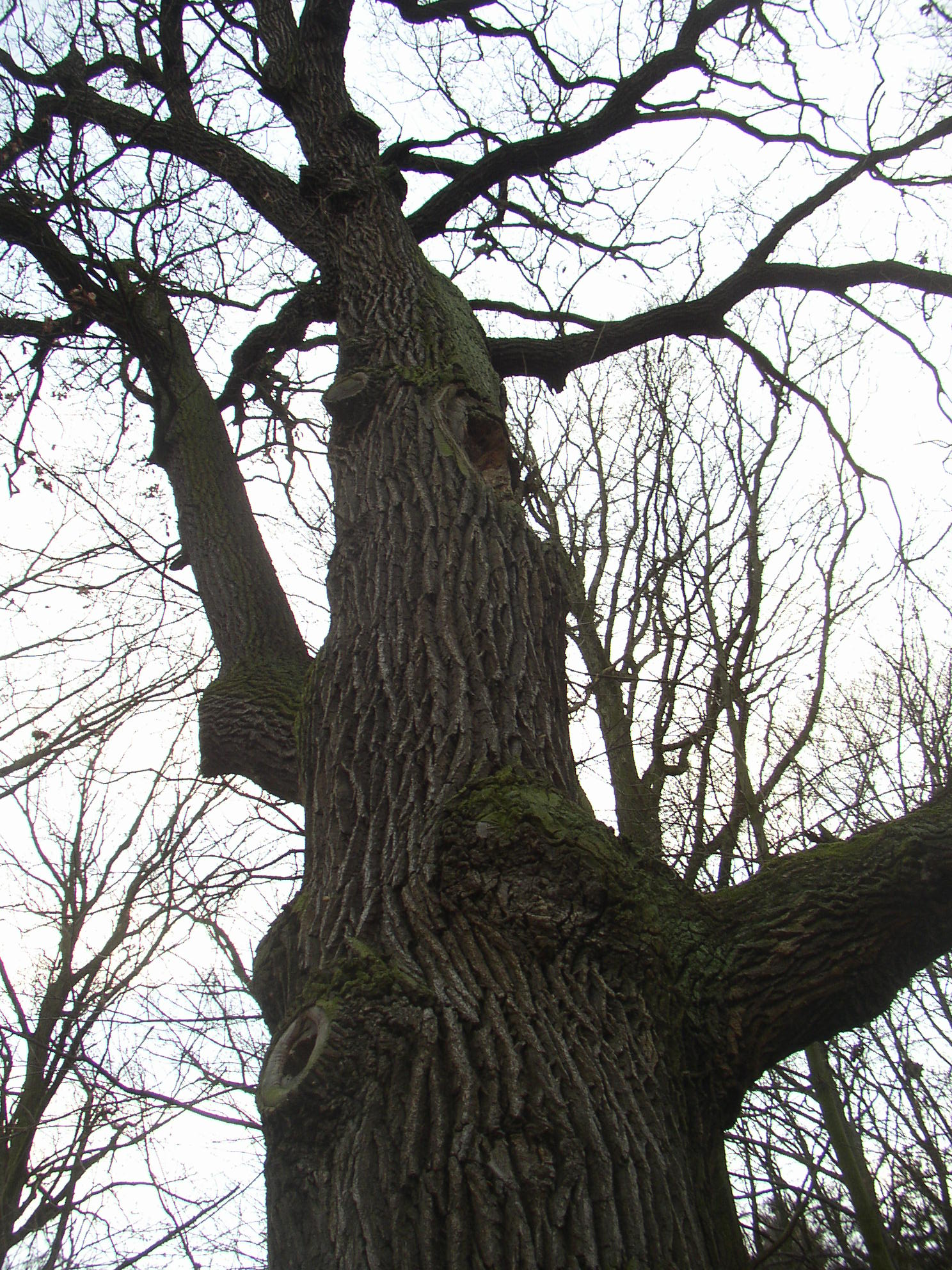
Rozvětvení koruny, pohled ze severní strany
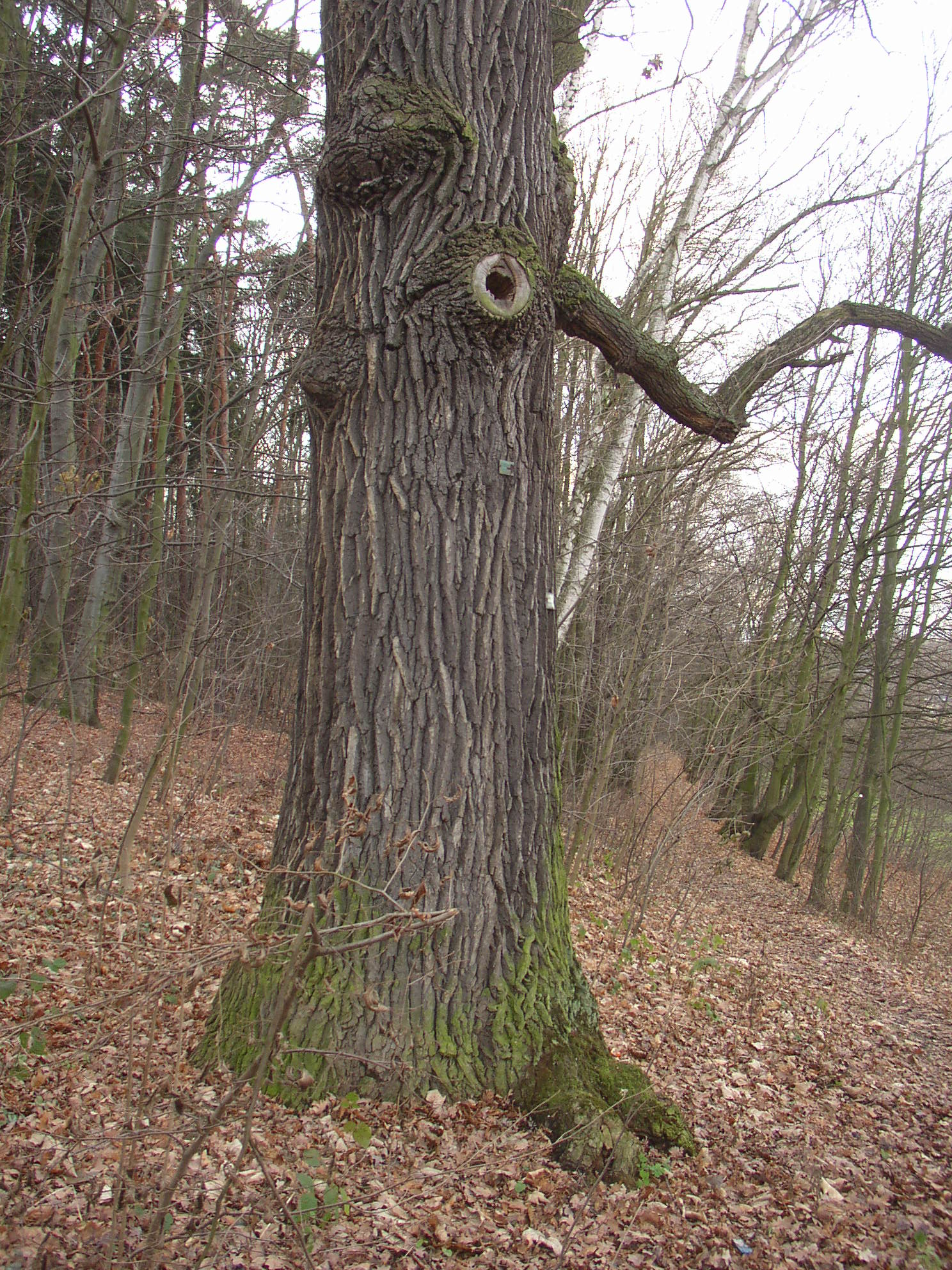
Kmen od východu
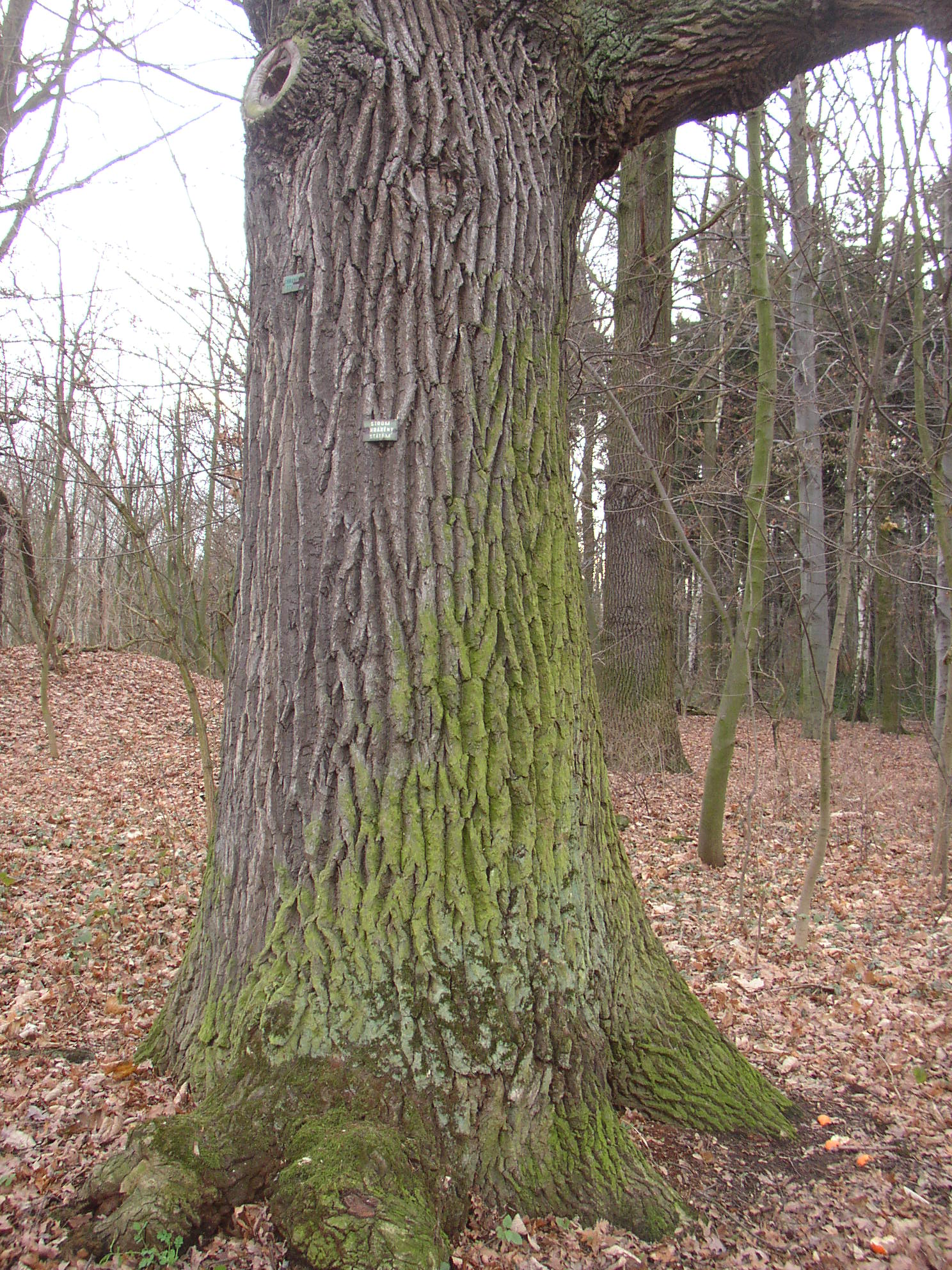
Kmen od severu

## Památné a významné stromy vokolí
- Babyka u Vinařic (5,8 km zsz.)
- Dub na Beraníku (Libušín, 5,8 km z.)
- Dub u Čížků (Pchery, 5,0 km sz.)
- Duby v Dolanech (5,8 km jjz.)
- Jasan v Motyčíně (4,6 km zsz.)
- Jasan v Třebusicích (4,0 km sv.)
- Jasany v Hostouni (6,2 km jv.)
- Lidická hrušeň (3,2 km jv.)
- Lípa u Michova mlýna (Okoř, 6,4 km v.)
- Rozdělovské duby (7,1 km z.)
- Rozdělovské lípy (8,0 km zjz.)